# Кубок Гуаму з футболу 2019
Кубок Гуаму з футболу 2019 — 12-й розіграш кубкового футбольного турніру у Гуамі. Титул вдруге поспіль здобув клуб «Банк оф Гуам Страйкерс».

## Календар
| Раунд                 | Дата              | Матчі | Клуби   |
| --------------------- | ----------------- | ----- | ------- |
| Кваліфікаційний раунд | 2-5 травня 2019   | 8     | 24 → 16 |
| 1/8 фіналу            | 9-11 травня 2019  | 8     | 16 → 8  |
| 1/4 фіналу            | 16-17 травня 2019 | 4     | 8 → 4   |
| 1/2 фіналу            | 23 травня 2019    | 2     | 4 → 2   |
| Фінал                 | 26 травня 2019    | 1     | 2 → 1   |

## 1/8 фіналу
| Команда 1              | Рахунок      | Команда 2                        |
| ---------------------- | ------------ | -------------------------------- |
| 9 травня 2019          |              |                                  |
| Гуам Шип'ярд           | 1:1 пен. 1:3 | Бомберс СК                       |
| Сідекікс               | 9:0          | Гуам Шип'ярд (аматори)           |
| 10 травня 2019         |              |                                  |
| УОГ Тритонс            | 9:0          | Беерселона                       |
| Кволиті                | 4:1          | Ісландерс (аматори)              |
| 11 травня 2019         |              |                                  |
| Роверс                 | 6:2          | Банк оф Гуам Страйкерс (аматори) |
| Ісландерс              | +:-          | Біг Блу                          |
| Банк оф Гуам Страйкерс | 17:0         | Єврокар Мастерс                  |
| ЛОАТ Хіт               | 5:4          | Крашерс                          |

## 1/4 фіналу
| Команда 1              | Рахунок | Команда 2   |
| ---------------------- | ------- | ----------- |
| 16 травня 2019         |         |             |
| Роверс                 | 10:1    | Бомберс СК  |
| Банк оф Гуам Страйкерс | 3:1     | УОГ Тритонс |
| 17 травня 2019         |         |             |
| Ісландерс              | 7:1     | Сідекікс    |
| ЛОАТ Хіт               | 1:7     | Кволиті     |

## 1/2 фіналу
| Команда 1 | Рахунок | Команда 2 |
| --------- | ------- | --------- |

| Команда 1              | Рахунок | Команда 2 |
| ---------------------- | ------- | --------- |
| 23 травня 2019         |         |           |
| Роверс                 | 6:4     | Ісландерс |
| Банк оф Гуам Страйкерс | 5:1     | Кволиті   |

## Фінал
| Команда 1              | Рахунок | Команда 2 |
| ---------------------- | ------- | --------- |
| 26 травня 2019         |         |           |
| Банк оф Гуам Страйкерс | 5:1     | Роверс    |